# Barbantus elongatus
Barbantus elongatus är en fiskart som beskrevs av Krefft, 1970. Barbantus elongatus ingår i släktet Barbantus och familjen Platytroctidae. Inga underarter finns listade.